# Czeke Marianne
Czeke Marianne, szentgyörgyi (Sopron, 1873. október 18. – Budapest, 1942. január 4.) az első magyar könyvtárosnő, Brunszvik Teréz életének kutatója, irodalom- és művelődéstörténész.

## Élete

### Családja és tanulmányai
Édesapja, Czeke Miklós katonatiszt, édesanyja, Mérey Paulina a 17. században nemességet szerzett család leszármazottja volt. Középiskolai tanulmányait mindvégig kitűnő osztályzatokkal, jeles érettségivel végezte. Huszonhárom évesen nyugat-európai tanulmányútra indult. 1896–1897 folyamán Londonban, 1898-ban Párizsban, a Collège de France-ban képezte tovább magát. A Francia Nemzeti Könyvtárban könyvtári gyakorlatot szerzett. 1905-ben – summa cum laude minősítéssel – bölcsészdoktori, 1906-ban latin–német–francia szakos tanári oklevelet szerzett a budapesti egyetemen. Megtanult latinul, görögül, angolul, franciául és németül.

### Pályafutása
Pályáját az Országos Nőképző Egyesület leánygimnáziumának tanáraként kezdte. 1906 elején Ferenczi Zoltán, az Egyetemi Könyvtár vezetőjének javaslatára a Vallás- és Közoktatásügyi Minisztérium illetékes bizottsága egyhangú határozattal címzetes könyvtártisztté nevezte ki annak hangsúlyozásával, hogy „figyelembe veszi a folyamodó rendkívüli készültségét és vágyakozását” a könyvtárosi pálya iránt, de „ez esetben nálunk úttörésről, a nőknek új pályára bocsátásáról van szó, s ezért nem elvben, hanem csak erre az egy esetre hozza határozatát”. A következő évig fizetés nélküli, később kinevezett könyvtártisztként dolgozott az Egyetemi Könyvtárban. A Ferenczit az igazgatói székben követő Pasteiner Ivánnal hamarosan nézeteltérése támadt, ezért 1928-ban áthelyeztette magát az Országos Pedagógiai és Tanügyi Könyvtárba, ahol ennek 1934-es megszűnéséig „mindenesként” dolgozott (a távollévő igazgatót is helyettesítette). Ezután a Magyar Nemzeti Múzeum Könyvtárának tudományos munkatársa, főkönyvtárosa volt. Innen vonult nyugdíjba 1935-ben.
A Magyar Asszonyok Nemzeti Szövetsége és az Egyetemet Végzett Nők Egyesülete egyik alapítójaként jelentős szerepet játszott a magyar nőmozgalomban.

## Munkássága
Az Egyetemi Könyvtárban elsősorban címleíróként és bibliográfusként működött. Egyik legfontosabb műve a könyvtár Shakespeare-gyűjteményének katalógusa, amely 1920-ban látott napvilágot. Újkori magyar és egyetemes irodalom- és művelődéstörténettel is foglalkozott. Megírta Brunszvik Teréz életrajzát, kiadta naplóját. Francia és angol nyelvű regényeket fordított, nevéhez fűződik többek között Edgar Rice Burroughs Tarzan visszatér című regényének fordítása.

## Művei

### Életrajzok, monográfiák, tanulmányok
- Lessing és Shakespeare (egyetemi doktori értekezés ); Athenaeum, Bp., 1905
- Lemouton Emilia Shakespeare összes drámai műveinek első magyar fordítója; Franklin Nyomda, Bp., 1911 (különlenyomat Magyar Shakespeare Tárból)
- Lemeuton Emilia Shakespeare-fordítása (Budapest, 1914)
- Lemouton Emilia Shakespeare-fordítása. 2. r.; Franklin Nyomda, Bp., 1914 (különlenyomat Magyar Shakespeare-Tárból)
- Kazinczy Macbeth-fordítása Bürger után (Magyar Shakespeare Tár, 1919)
- Czeke Marianne–H. Révész Margit: Gróf Brunsvik Teréz élet- és jellemrajza, emlékirata; az emlékiratokat ford. Petrich Béla; Kisdednevelés, Bp., 1926
- Angol külpolitikai módszerek az unió előtti ír történet tükrében; Dunántúl Nyomda, Pécs, 1927
- Montessori-gondolatok gróf Brunszvik Teréz naplójában; Kisdednevelés, Bp., 1931 (különlenyomat)
- Gróf Brunszvik Teréz ősei és oldalági rokonsága; Arany Nyomda, Bp., 1935 (Magyar Női Szemle könyvtára,1.)
- Wilsontól–Rooseveltig. Értekezés a történet és a politika köréből; Arany Nyomda, Bp., 1939 (Magyar Női Szemle könyvtára, 6.)

### Szerkesztett kötetek
- Shakespeare-könyvtár; összeáll. Czeke Marianne; Egyetemi Nyomda, Bp., 1920 (A Budapesti Királyi Magyar Tudományegyetemi Könyvtár címjegyzékének mellékletei, 2.) Online
- Brunszvik Teréz grófnő naplói és feljegyzései. 1. köt.; szerk., bev. Czeke Marianne; Magyar Történelmi Társulat, Bp., 1938 (Magyarország újabbkori történetének forrásai. Emlékiratok)

### Fordítások
- Walter Raleigh: Shakespeare; ford. Czeke Marianne, átnézte Reichard Piroska, függ. összeáll. Bayer József; Akadémia, Bp., 1909 (A Magyar Tudományos Akadémia Könyvkiadóvállalata. U. F., 80.)
- Alexandre Dumas: Bragelonne vicomte. A Három testőr trilógia befejező része. 1-6. köt.; ford. Csetényi Erzsi, Czeke Mariann, Lengyel Miklósné; Dante, Bp., 1924, 3 db (Dumas munkái)
- Edgar Rice Burroughs: Tarzan visszatérése; ford. Czeke Marianne; Fővárosi Kiadó, Bp., 1924

### További irodalom
- Czeke Marianne: Hogyan lettem könyvtáros?; in: Küzdelmek és eredmények. Kilenc kiváló magyar asszony pályatörténete. s.n., Bp., 1938 (Magyar Női Szemle Könyvtára, 5.)
- Lettres de Romain Rolland à Marianne Czeke dans la Bibliothèque de l’Académie des Sciences de Hongrie. Romain Rolland levelei Czeke Mariannehoz a Magyar Tudományos Akadémia Könyvtárában; sajtó alá rend. Lakatos András, szerk. Sáfrán Györgyi; MTA Könyvtára, Bp., 1966 (A Magyar Tudományos Akadémia Könyvtárának közleményei, 48.)
- Magyar életrajzi lexikon 1000–1990. Főszerk.: Kenyeres Ágnes. Budapest, 2001, Arcanum
- Fabó Edit: Dr. Czeke Marianne – az Egyetemi Könyvtár első könyvtárosnője; in: Az Egyetemi Könyvtár évkönyvei XVI.; ELTE Egyetemi Könyvtár, Bp., 2013; 170-206. old.

## Külső hivatkozások
- Gulyás Pál: Czeke Marianne: Shakespeare-könyvtár. Magyar Könyvszemle, 1922. 1–4. sz. 201–202. o.
- A magyar legújabb kor lexikona; szerk. Kerkápoly M. Emil; Europa ny., Bp., 1930
- Magyar asszonyok lexikona; összeáll. Bozzay Margit; Stephanum ny. Bp., 1931
- Ki-kicsoda? Kortársak lexikona; Béta Irodalmi Rt., Bp., 1937
- Gulyás Pál: Magyar írók élete és munkái; Magyar Könyvtárosok és Levéltárosok Egyesülete, Bp., 1939-
- Keresztény magyar közéleti almanach I-II.; szerk. és kiad. Hortobágyi Jenő, Bp., 1940.